# You're Gonna Get It!
You're Gonna It! é o segundo álbum de Tom Petty and Heartbreakers, lançado em 1978. Originalmente, o álbum deveria ser intitulado Terminal Romance. Chegou ao 23º lugar na parada de LPs e fitas da Billboard em 1978.

## Recepção critica
Muitos críticos classificaram You're Gonna It! um nível abaixo do álbum de estréia, sendo moderadamente bem recebido. Algumas críticas, como na Rolling Stone na época, notaram a "impressionante coesão estilística" entre as duas. Ficou mais alto, no entanto nas paradas, do que seu antecessor.

## Lista de músicas
Todas as faixas escritas e compostas por Tom Petty, exceto quando indicadas. 
| Lado A |                         |         |  |
| N.º    | Título                  | Duração |  |
| 1.     | "When the Time Comes"   | 2:47    |  |
| 2.     | "You're Gonna Get It"   | 3:01    |  |
| 3.     | "Hurt"                  | 3:16    |  |
| 4.     | "Magnolia"              | 3:03    |  |
| 5.     | "Too Much Ain't Enough" | 2:56    |  |

| Lado B |                            |         |  |
| N.º    | Título                     | Duração |  |
| 6.     | "I Need to Know"           | 2:24    |  |
| 7.     | "Listen to Her Heart"      | 3:04    |  |
| 8.     | "No Second Thoughts"       | 2:41    |  |
| 9.     | "Restless"                 | 3:24    |  |
| 10.    | "Baby's a Rock 'n' Roller" | 2:53    |  |

## Pessoal
Tom Petty and the Heartbreakers
- Ron Blair - baixo, violão, efeitos sonoros, vocais de fundo
- Mike Campbell - guitarra elétrica, violão, guitarra de doze cordas, guitarra, acordeão
- Stan Lynch - bateria, vocal de acompanhamento
- Tom Petty - guitarra elétrica, violão, guitarra de doze cordas, guitarra rítmica, piano, vocais
- Benmont Tench - piano, órgão Hammond, teclados, vocais de fundo

Músicos adicionais
- Phil Seymour - vocal de apoio em "Magnolia"
- Noah Shark - percussão

Produção
- Denny Cordell - produtor
- Tom Petty - produtor
- Max Reese - engenheiro
- Noah Shark - produtor, engenheiro